# Michail Grigor'evič Černjaev
Michail Grigor'evič Černjaev (Bender, 24 ottobre 1828 – Tubiški, 16 agosto 1898) è stato un generale russo, fu uno degli artefici della conquista russa dell'Asia centrale sotto il regno dello zar Alessandro II (1855-1881).

## Biografia
Nato da una famiglia nobiliare fu indirizzato sin dalla giovane età alla carriera militare; completati i suoi studi presso l'accademia militare di San Pietroburgo entrò nell'esercito nel 1847 e prese parte come ufficiale alla Guerra di Crimea (1854 – 1856). 
Nel 1864 venne inviato in missione in Asia centrale dove riuscì a conquistare le città di Aulie-Ata e Šymkent, successivamente nel 1865, contravvenendo agli ordini ricevuti, attaccò ed espugnò la città fortificata di Tashkent (nell'attuale Uzbekistan). 
L'impresa, compiuta con meno di duemila soldati a disposizione, gli valse il soprannome di Leone di Tashkent e il conferimento della Croce di Sant'Anna da parte dello zar Alessandro II. I nuovi territori vennero incorporati nell'Impero russo, Černjaev, che si era autoproclamato governatore militare della città, venne poi sostituito dal generale Konstantin von Kaufman che ricevette la carica di primo governatore della nuova regione annessa all'impero chiamata Turkestan.
Černjaev era un convinto sostenitore del Panslavismo, possedeva un suo periodico chiamato Russky Mir con il quale esprimeva le sue posizioni nazionaliste e conservatrici; in particolare il suo giornale sosteneva dichiaratamente la rivolta delle popolazioni slave dei Balcani contro l'Impero ottomano. Quando nel 1876 il Principato di Serbia dichiarò guerra agli Ottomani, il governo serbo chiese a Černjaev di guidare il proprio esercito; il generale russo accettò la richiesta e si pose a capo delle forze serbe aiutato da circa 5.000 soldati volontari russi. Tuttavia l'Impero Russo non si pose subito al fianco della Serbia e quindi lo sforzo di Černjaev restò isolato e non fu supportato dal resto dell'esercito zarista, portandolo così alla sconfitta nella battaglia di Aleksinac. Successivamente prese parte con un ruolo minore alla Guerra russo-turca (1877-1878).
La carriera di Černjaev ebbe un ultimo sussulto con la salita al trono dello zar Alessandro III le cui vedute slavofile e conservatrici lo indussero ad affidare al generale nuovi incarichi di prestigio. Nel periodo tra il 1882 e il 1884 tornò a ricoprire la carica di governatore generale del Turkestan ma il fallimento dei suoi piani di espansione nell'area lo costrinsero all'abbandono della carriera militare e al ritiro a vita privata.